# Ommatoiulus niger
Ommatoiulus niger är en mångfotingart som först beskrevs av Carl Graf Attems 1952.  Ommatoiulus niger ingår i släktet Ommatoiulus och familjen kejsardubbelfotingar. Inga underarter finns listade i Catalogue of Life.